# 杨树基
杨树基，山东蓬莱人，清朝政治人物。
嘉慶四年（1799年），登進士。道光三年（1823年），接替梁兰滋任松江府知府一职，1825年由陈銮接任。